# Lotte Lie
Lotte Lie (* 6. September 1995 in Levanger, Nord-Trøndelag) ist eine norwegisch-belgische Biathletin. Sie startete ihre Karriere für ihr Geburtsland, nach fehlenden Erfolgen im Seniorenbereich repräsentiert sie seit 2019 den belgischen Biathlonverband und startet seit Anfang 2020 ohne Unterbrechung im Weltcup.

## Sportliche Laufbahn
Ihr internationales Debüt feierte Lotte Lie im Rahmen der Jugendweltmeisterschaften 2013. Im Sprint belegte sie den 43. Platz und konnte dieses Ergebnis in der Verfolgung als 30. verbessern, im Einzel wurde sie Vierte und mit der norwegischen Frauenstaffel Sechste. Auch im Folgejahr nahm Lie an den Jugendweltmeisterschaften teil, diesmal wurde sie Elfte im Sprint, 19. in der Verfolgung, Fünfte im Einzel und Vierte mit der Staffel. Bei den norwegischen Meisterschaften 2015 gewann Lotte Lie mit der Staffel Nord-Trøndelag 1 die Bronzemedaille.
Lie wurde im IBU-Cup 2017/18 in einigen Rennen eingesetzt. Bei ihrem Debüt im Dezember 2017 in der Lenzerheide belegte sie den 17. Platz im Sprint, was zugleich ihre beste Individualplatzierung in diesem Winter blieb. Bei den Wettbewerben in Obertilliach wurde sie für die Single-Mixed-Staffel nominiert, mit der sie den 6. Platz belegte. In der IBU-Cup-Gesamtwertung der Frauen lag Lie am Ende der Saison auf dem 57. Rang. Bei den Europameisterschaften 2018 im italienischen Ridnaun wurde sie lediglich im Einzel eingesetzt, das sie als 52. beendete. Lie trat auch bei den norwegischen Meisterschaften 2018 an und wurde Sechste im Sprint und in der Verfolgung sowie Neunte im Massenstart. Mit der Staffel gewann sie an der Seite von Marit Ishol Skogan und Tonje Skjelstadås die Goldmedaille. Auch in der Saison 2018/19 wurde Lie im IBU-Cup eingesetzt. Sie schaffte es jedoch in keinem Rennen, einen Platz unter den besten 20 zu erreichen, womit sie am Ende der Saison nur den 73. Platz in der Gesamtwertung belegen konnte. Bei den norwegischen Meisterschaften im Biathlon 2019 wurde sie Neunte mit der Staffel.
In der Saison 2019/20 trat Lotte Lie erstmals für Belgien an. Zu Beginn der Saison wurde sie im IBU-Cup eingesetzt und erreichte dort neben mehreren Top-30-Platzierungen auch einen 6. Platz in der Single-Mixed-Staffel zusammen mit Tom Lahaye-Goffart. Im Januar 2020 debütierte Lie im Weltcup. Dabei belegte sie den 53. Platz beim Einzelrennen auf der Pokljuka. Sie wurde auch für die Single-Mixed-Staffel nominiert und wurde 18., wie schon im IBU-Cup lief sie dabei zusammen mit Tom Lahaye-Goffart. Lie nahm auch an den Weltmeisterschaften teil, mit der Mixedstaffel wurde sie 25. und zusammen mit Florent Claude 20. beim Single-Mixed-Bewerb. Als 60. des Sprints qualifizierte sie sich gerade so für die Verfolgung, bei der sie dann aber überrundet wurde und daher das Rennen vorzeitig verlassen musste. Im Einzel schaffte sie als 45. ihr in dieser Saison bestes Ergebnis im Weltcup.
Auch in der Saison 2020/21 lief Lotte Lie regelmäßig im Weltcup. Gleich im ersten Rennen der Saison, dem Einzel von Kontiolahti, schaffte sie als 45., ihr bis zu diesem Zeitpunkt bestes Ergebnis einzustellen. Zusammen mit Florent Claude konnte Lie als Zwölfte des Single-Mixed-Rennens das bis zu diesem Zeitpunkt beste Staffelergebnis in der Geschichte des belgischen Biathlons erreichen. Bei den Weltmeisterschaften 2021 auf der slowenischen Hochebene Pokljuka qualifizierte sie sich wie im Vorjahr für die Verfolgung, in der sie mit dem 43. Rang ihr zugleich bestes Weltcupergebnis erzielte. Dieses konnte sie aber bereits im Einzel der WM erneut verbessern, als sie 36. wurde, womit sie auch erstmals Weltcuppunkte ergatterte. Bei den Rennen der nächsten Weltcupstation in Nové Město na Moravě lief sie in der Verfolgung als 36. ein zweites Mal in die Punkteränge, außerdem erreichte sie mit Florent Claude als Neunte das erste Top-Ten-Ergebnis für Belgien in einem Staffelwettbewerb auf Weltcupebene. Bei den letzten Wettbewerben der Saison im schwedischen Östersund konnte Lie als 37. des Sprints erneut Punkte sammeln, sie belegte den 83. Platz der Gesamtwertung.
In Vorbereitung auf den Winter 2021/22 schloss sich Lie dem Team Maxim an, einer privaten Trainingsgruppe aus Lillehammer, die norwegische, aber auch internationale Athleten betreut. Mit Beginn der Saison zeigte sie daraufhin eine enorme Leistungssteigerung zum Vorwinter. In Östersund setzte sie mit einem 15. Platz im Einzel und einem 22. Rang im Sprint deutliche persönliche Bestleistungen und bestätigte diese über den gesamten Dezember. In Le Grand-Bornand erreichte sie nach den Rängen 13 und 16 in Sprint und Verfolger ihren ersten Massenstart, den sie erneut als 13. abschloss. Nach dem Jahreswechsel verbesserten sich Lie und Florent Claude im Staffelbewerb erneut und wurden in Oberhof bei schwierigen Bedingungen Sechste. Für die Olympischen Spiele in Peking wurde die Belgierin als einzige Biathletin ihres Landes nominiert, konnte aber in den Individualwettkämpfen die Top 40 nicht erreichen. Zum Saisonende flachten die Ergebnisse ab, einziger Top-20-Platz war der 17. Rang im saisonschließenden Massenstart von Oslo. Den Winter schloss die Belgierin als 28. der Gesamtwertung ab. Ebenso stark fand Lie in den Winter 2022/23, beim eröffnenden Einzel in Kontiolahti kam sie als Zehnte erstmals unter die Top 10 in einem Individualrennen. In Hochfilzen kam im Sprint Rang 15 hinzu. Auf der Pokljuka waren die Belgier durch den Nationenwechsel von Maya Cloetens erstmals in der Lage, im regulären Weltcup eine Mixedstaffel zu stellen. Bei deren Verlauf verhinderte ein schwerer Sturz Thierry Langers eine bessere Platzierung, trotzdem brachte Lie die Staffel auf dem zehnten Rang ins Ziel. Bei den Weltmeisterschaften resultierte als bestes Einzelergebnis Rang 21 im Sprint, mit der Mixedstaffel stand Position 14 zu Buche. Da sich Lie nach dem Saisonhöhepunkt eine Erkältung zuzog, ging sie im letzten Trimester nicht mehr mit vollen Kräften an den Start, konnte in keinem Wettkampf mehr punkten und fiel in der Weltrangliste schlussendlich auf den 41. Rang zurück.

## Persönliches
Lotte Lie besitzt zwei Staatsbürgerschaften, da ihre Mutter Belgierin und ihr Vater Norweger ist. Lie wuchs im norwegischen Dorf Skatval auf und begann im Alter von zehn Jahren mit dem Biathlonsport. Sie zog nach Meråker, um ihr Abitur zu machen und einen Bachelor an der Nord Universität zu schreiben. Aktuell lebt sie in Lillehammer. Lie ist Linksschützin.

## Statistiken

### Weltcupplatzierungen
Die Tabelle zeigt alle Platzierungen (je nach Austragungsjahr einschließlich Olympische Spiele und Weltmeisterschaften).
- 1.–3. Platz: Anzahl der Podiumsplatzierungen
- Top 10: Anzahl der Platzierungen unter den ersten zehn (einschließlich Podium)
- Punkteränge: Anzahl der Platzierungen innerhalb der Punkteränge (einschließlich Podium und Top 10)
- Starts: Anzahl gelaufener Rennen in der jeweiligen Disziplin
- Staffel: inklusive Mixed- und Single-Mixed-Staffeln

| Platzierung               | Einzel | Sprint | Verfolgung | Massenstart | Staffel | Gesamt |
| ------------------------- | ------ | ------ | ---------- | ----------- | ------- | ------ |
| 1. Platz                  |        |        |            |             |         |        |
| 2. Platz                  |        |        |            |             |         |        |
| 3. Platz                  |        |        |            |             |         |        |
| Top 10                    | 1      |        |            |             | 3       | 4      |
| Punkteränge               | 4      | 8      | 10         | 3           | 11      | 36     |
| Starts                    | 9      | 26     | 18         | 3           | 11      | 67     |
| Stand: Saisonende 2022/23 |        |        |            |             |         |        |

### Olympische Winterspiele
Ergebnisse bei Olympischen Winterspielen:
|                                        | Einzelwettbewerbe | Einzelwettbewerbe | Einzelwettbewerbe | Einzelwettbewerbe | Staffelwettbewerbe | Staffelwettbewerbe |
| Einzel                                 | Sprint            | Verfolgung        | Massenstart       | Damenstaffel      | Mixedstaffel       |                    |
| -------------------------------------- | ----------------- | ----------------- | ----------------- | ----------------- | ------------------ | ------------------ |
| Olympische Winterspiele 2022 \| Peking | 45.               | 64.               | –                 | –                 | –                  | –                  |

### Biathlon-Weltmeisterschaften
Ergebnisse bei den Weltmeisterschaften:
| Weltmeisterschaften | Weltmeisterschaften | Einzelwettbewerbe | Einzelwettbewerbe | Einzelwettbewerbe | Einzelwettbewerbe | Staffelwettbewerbe | Staffelwettbewerbe | Staffelwettbewerbe |
| Jahr                | Ort                 | Einzel            | Sprint            | Verfolgung        | Massenstart       | Damenstaffel       | Mixedstaffel       | S.-M.-Staffel      |
| ------------------- | ------------------- | ----------------- | ----------------- | ----------------- | ----------------- | ------------------ | ------------------ | ------------------ |
| 2020                | Antholz             | 45.               | 60.               | LAP               | –                 | –                  | 25.                | 20.                |
| 2021                | Pokljuka            | 36.               | 47.               | 43.               | –                 | –                  | 21.                | 15.                |
| 2023                | Oberhof             | 70.               | 21.               | 35.               | –                 | –                  | 14.                | 17.                |

### Juniorenweltmeisterschaften
Ergebnisse bei den Juniorenweltmeisterschaften:
| Weltmeisterschaften | Weltmeisterschaften | Einzel | Sprint | Verfolgung | Staffel |
| Jahr                | Ort                 | Einzel | Sprint | Verfolgung | Staffel |
| ------------------- | ------------------- | ------ | ------ | ---------- | ------- |
| 2013                | Obertilliach        | 4.     | 43.    | 30.        | 6.      |
| 2014                | Presque Isle        | 5.     | 11.    | 19.        | 4.      |